# Йон Єнссон
Йон Єнссон (швед. Jon Jönsson, нар. 8 липня 1983, Гесслегольм) — шведський футболіст, захисник клубу «Ельфсборг».
Виступав, зокрема, за «Мальме» та «Ельфсборг», з якими виграв ряд національних трофеїв, а також грав за молодіжну збірну Швеції.

## Клубна кар'єра
Розпочав займатись футболом у однойменній команді з рідного міста Гесслегольм. У віці 15 років хлопця помітили скаути англійського «Тоттенгем Готспур», які у 1999 році запросили Йона до своєї академії. Взамін «Гесслегольм» отримав 40 тис. фунтів, а також на сезон в оренду футболістів Алтона Телвелла та Пітера Крауча. 
Проте в Англії Єнссон не зікріпивня і 2001 року повернувся на батьківщину, де дебютував у дорослому футболі виступами за «Мальме», в якій провів п'ять сезонів, взявши участь у 59 матчах чемпіонату і у 2004 році став чемпіоном Швеції. Також у сезоні 2005 року на правах оренди виступав за клуб «Ландскруна БоІС».
У 2006–2007 роках виступав за «Ельфсборг», з яким став чемпіоном та володарем Суперкубка Швеції, після чого перейшов до французької «Тулузи», але за цілий сезон 2007/08 він провів лише один матч у Лізі 1 — 4 серпня 2007 року в програшному 1:3 матчі з «Валансьєном». Після цього протягом двох років грав за данський «Брондбю», але також основним гравцем не став.
18 червня 2010 року Єнссон повернувся до «Ельфсборга». Відтоді встиг відіграти за команду з Буроса 88 матчів в національному чемпіонаті і ще по разу виграти національний чемпіонат (2012) і кубок (2014).

## Виступи за збірну
Протягом 2002—2005 років залучався до складу молодіжної збірної Швеції. На молодіжному рівні зіграв у 27 офіційних матчах, забив 5 голів.

## Досягнення
- Чемпіон Швеції (3): 2004, 2006, 2012
- Володар Кубка Швеції (2): 2007, 2014
- Володар Суперкубка Швеції (2): 2007, 2013